# Place Barbe
La place Barbe est une place du centre-ville de Dijon.

## Situation et accès
Petite place à l'architecture bourgeoise, elle est aménagée d'un mobilier urbain qui lui permet d'être utilisé par les habitants. Elle est également occupée par un transformateur électrique EDF ainsi que par quelques places de stationnement.

## Origine du nom
Son nom lui est attribuée en hommage à un militaire, héros de guerre de la Révolution.

## Historique
La place a été créée à la fin du XIXe siècle et a pris sa dénomination actuelle en 1894.
Elle est située sur le trajet de la ceinture d'Octroi créée à partir de 1860. Un bureau d'Octroi été d'ailleurs installé sur la place pour récupérer les taxes sur les marchandises entrant dans la ville de Dijon par la route d'Ahuy. Les immeubles des numéros 4 et 6 sont datés de 1894 par inscription sur façade. L'immeuble du numéro 8, construit en 1904, est l'œuvre de l'entrepreneur Pierre Dupré.

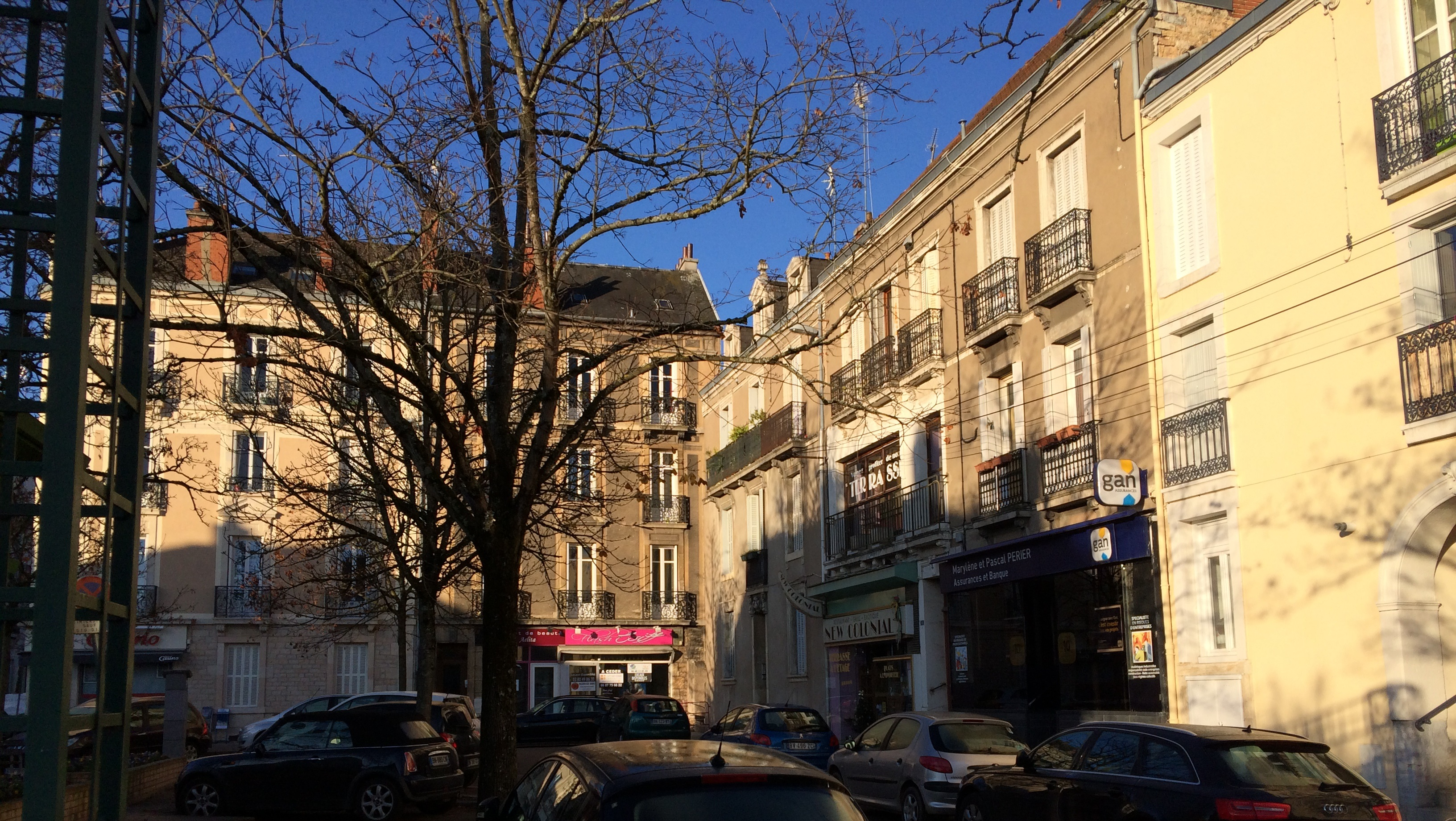
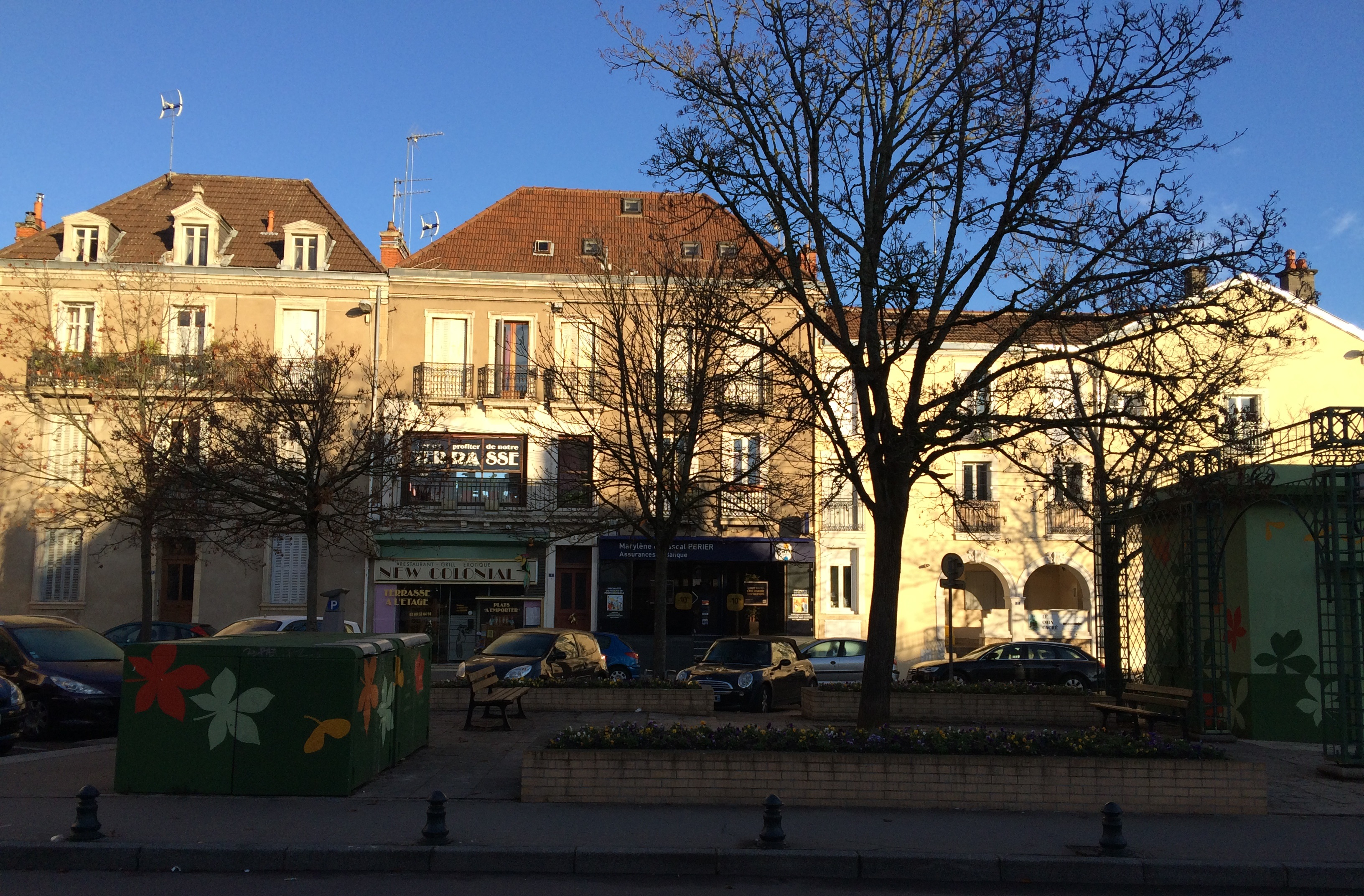
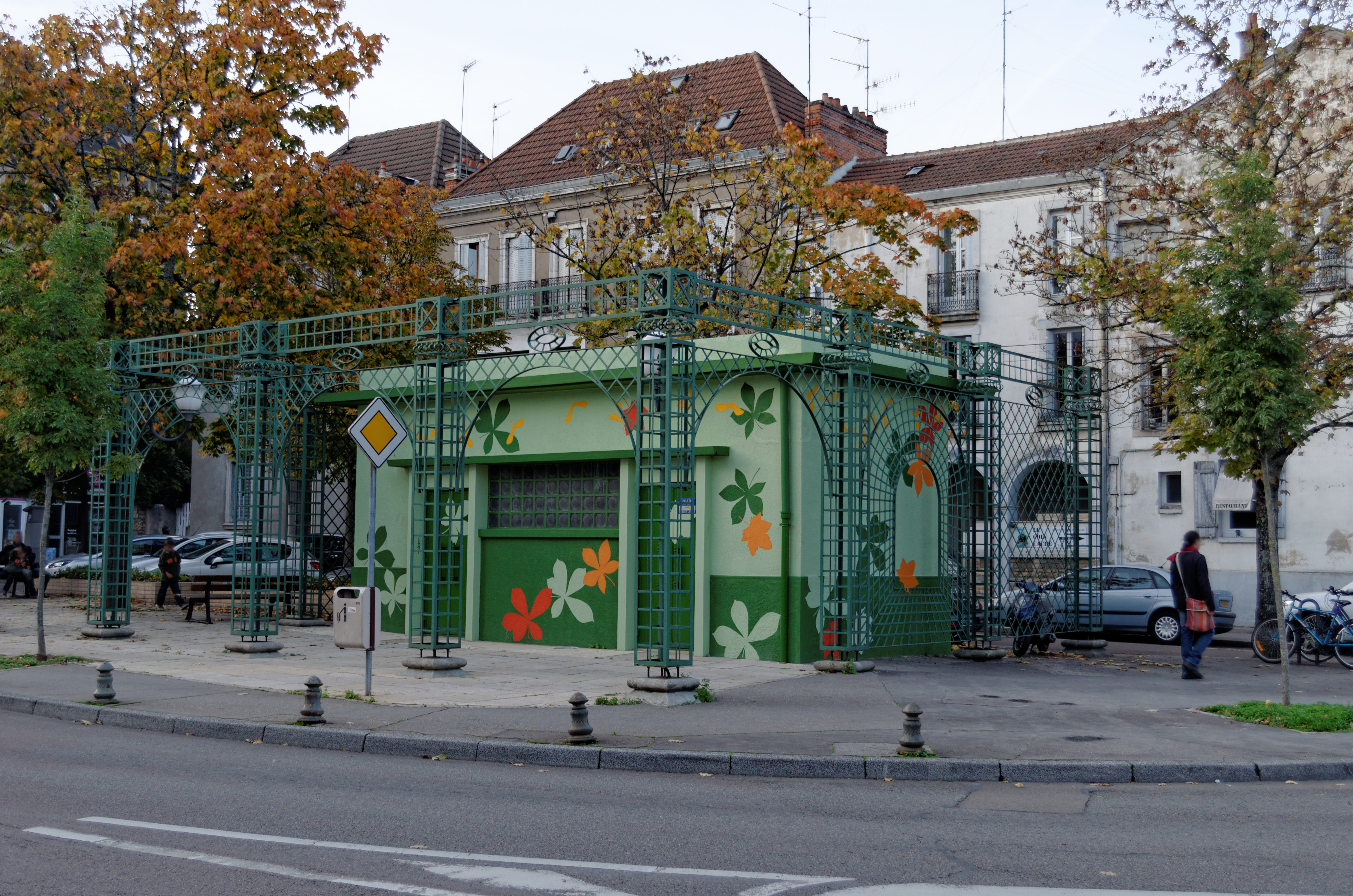